# Séminariste
Pour les articles homonymes, voir Les Séminaristes.
 (novembre 2023).
Si vous disposez d'ouvrages ou d'articles de référence ou si vous connaissez des sites web de qualité traitant du thème abordé ici, merci de compléter l'article en donnant les références utiles à sa vérifiabilité et en les liant à la section « Notes et références ».

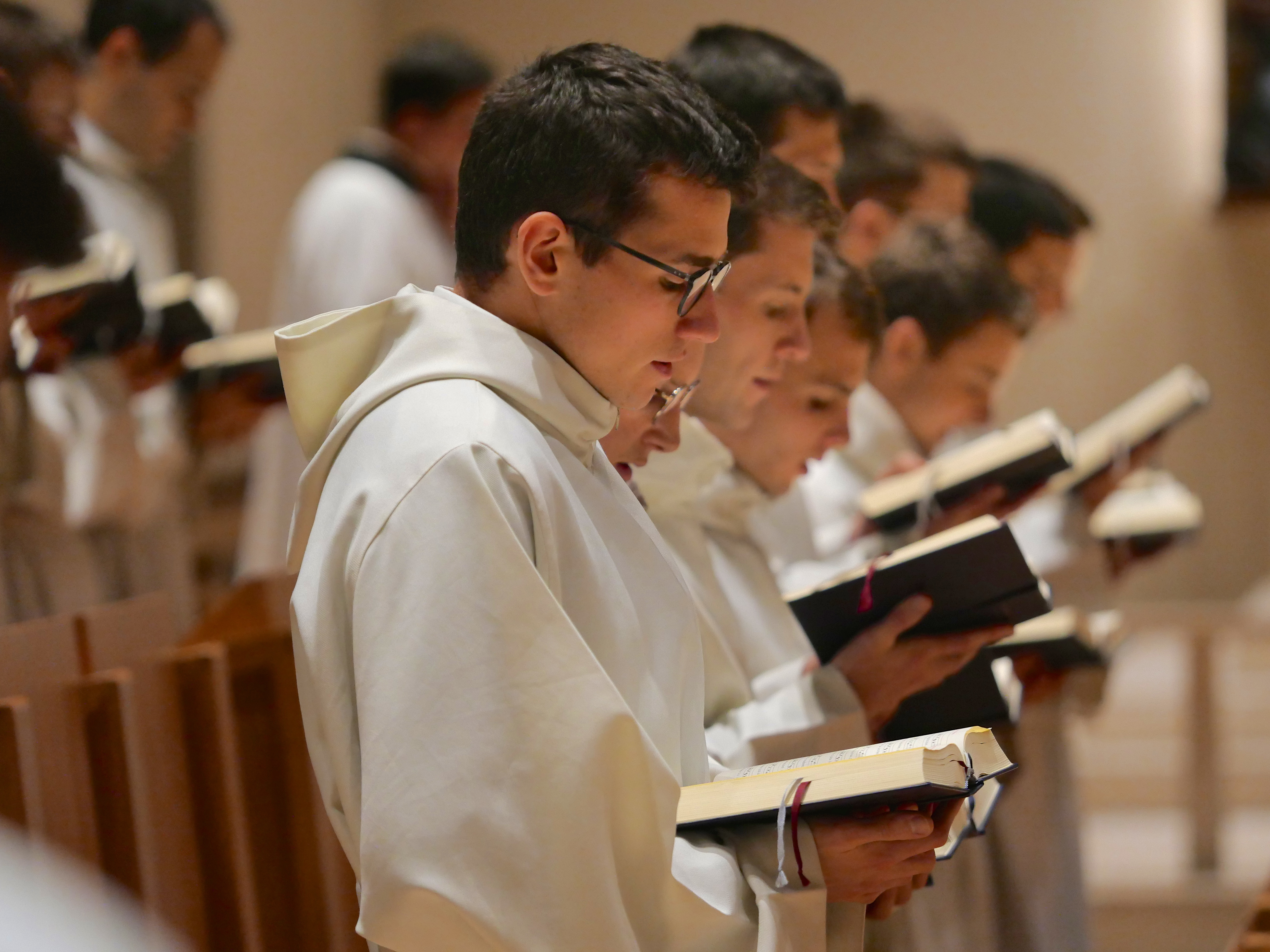
Séminaristes de la Communauté Saint-Martin à l’office des Laudes

Dans l'Église catholique, les séminaristes sont les étudiants du séminaire. Ce sont des hommes qui suivent une formation comprenant de la théologie, philosophie et théologie pastorale, suivant l'enseignement de l'Église Catholique. En même temps, l'encadrement du séminaire les aide à discerner leur appel à la prêtrise. À la fin des études, si la vocation est confirmée, le séminariste est ordonné diacre, puis quelque temps après, prêtre par l'évêque de son diocèse.

## Parcours de formation d'un séminariste

### En France
Depuis le XVIe siècle, à la suite du Concile de Trente, la formation des prêtres se déroule dans des séminaires. 
A l'époque contemporaine, elle s'organise en trois grandes étapes de formation appelées cycles.
- Une année de propédeutique ou fondation spirituelle (de plus en plus pratiqué en France). Cette année ne compte pas comme une année au séminaire. Le candidat est appelé propédeute.
- Deux ans de premier cycle (auparavant appelé philosophie).
- Une année de stage, (insertion pastorale, service social ou humanitaire…)
- Trois ans de second cycle (auparavant appelé théologie).
- Une année diaconale.

Ce parcours intègre ce que l'on appelle « les quatre piliers de la formation » : formation humaine, spirituelle, intellectuelle et pastorale.
L'année de propédeutique est une année initiale axée avant tout sur le discernement pour une vocation sacerdotale, ce discernement se continuera ensuite tout au long de la formation au séminaire jusqu'au diaconat. Au cours de cette année une vie de prière régulière basée sur la liturgie des Heures, l'oraison et la fréquentation quotidienne de l'Eucharistie est mise en place. Dans la plupart des propédeutiques est mis en place un temps de lectio divina (lecture priante de la Bible) permettant de lire l'ensemble de la Bible au cours de l'année. Quelques cours d'introduction théologiques et bibliques sont dispensés.
Les deux années de premier cycle sont elles aussi fortement axées sur le discernement vocationnel. Ici la formation intellectuelle prend de l'importance avec comme base une formation philosophique, mais aussi une formation théologique, biblique, liturgique et pastorale dans leurs fondamentaux.
Des stages caritatifs d'un an ou deux peuvent aussi s'intercaler dans le parcours de formation, le plus souvent entre le premier et le second cycle, ces stages ont souvent pour but de faire grandir en maturité les séminaristes, ils peuvent se dérouler en France comme à l'étranger. La décision d'effectuer un stage peut provenir aussi bien des encadrants (les pères du séminaire) que d'une demande de la part du séminariste, ou bien à la demande de l’évêque lui-même.
C'est seulement en entrant en second cycle que l'étudiant est reconnu canoniquement comme séminariste. Les trois années de second cycle servent à boucler la formation intellectuelle avec un baccalauréat canonique à la clé (l'équivalent d'une licence dans le système européen et correspondance exact d'un baccalauréat dans le système nord-américain). Ce baccalauréat canonique peut être éventuellement prolongé par une licence canonique (l'équivalent d'un master 2 dans le système européen et d'une maîtrise dans le système nord-américain ).
En principe le séminariste est appelé au diaconat par son évêque à la fin de sa troisième année de second cycle. C'est une étape très importante : l'ordination diaconale est déjà un engagement à vie dans le célibat et la fidélité à la prière de l'Église (Liturgie des Heures). Attention, il ne s'agit pas ici de diacres permanents, mais de séminaristes ordonnés diacres pour un an en attendant d'être prêtres. Cette tradition d'ordonner diacres de futurs prêtres remonte à la réforme grégorienne. L'année diaconale est plus spécialement consacrée à la formation pastorale.
À la fin de ce parcours et si rien ne s'y oppose ce diacre sera appelé à être prêtre par son évêque.